# Aumaskjeret
Aumaskjeret est une île norvégienne dans le comté de Hordaland. Elle fait partie du territoire de l'ancienne commune de Øs, aujourd'hui rattachée à Bjørnafjorden.

## Géographie
Rocheuse et désertique, elle s'étend sur environ 51 m de longueur pour une largeur approximative de 33 m. 